# خودروی رکابی
خودروی رکابی، (به انگلیسی: velomobile یا bicycle car) وسیلهٔ نقلیه‌ای با نیروی انسانی است، که قابلیت محافظت در برابر آب و هوا و تصادفات را دارد. دراصل آن‌ها همواره خودروهای تک‌سرنشین هستند. آن‌ها از دوچرخه‌ها یا سه‌چرخه‌های زمین گستر (خوابیده روی زمین) هستند، که علاوه بر آن به خوبی صیقل زده شده‌اند (حفاظ آیرودینامیک). کارخانجات اندکی هستند که خودروی رکابی تولید می‌کنند؛ بسیاریشان دست‌ساز هستند.

## نگارخانه

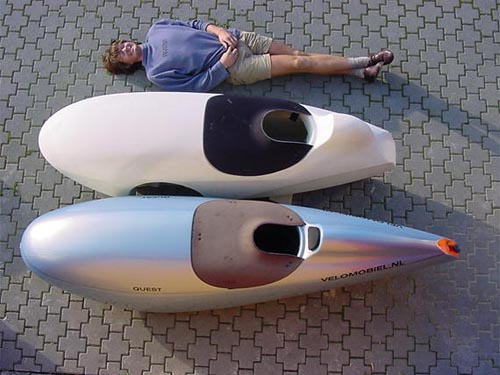
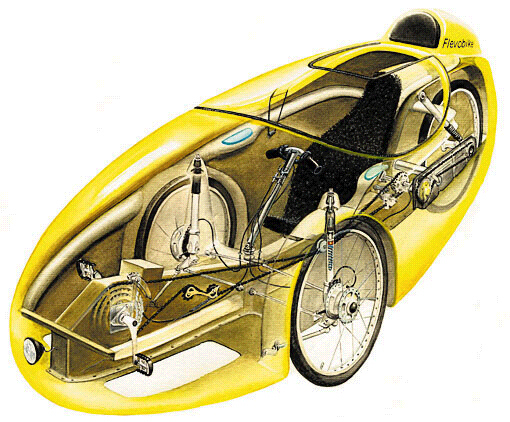
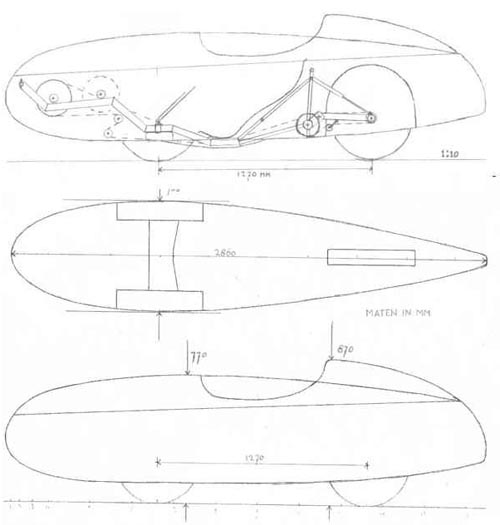
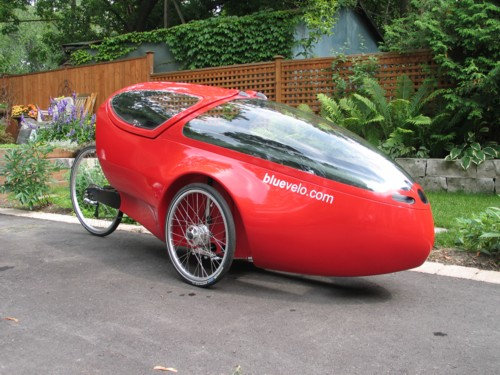
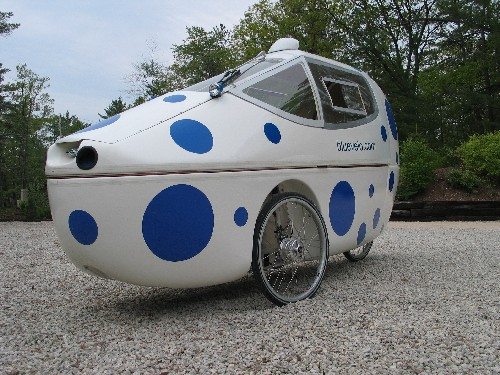
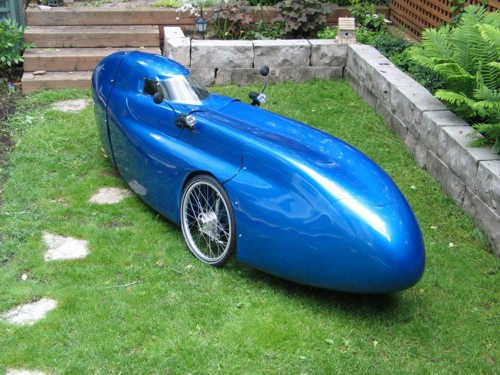
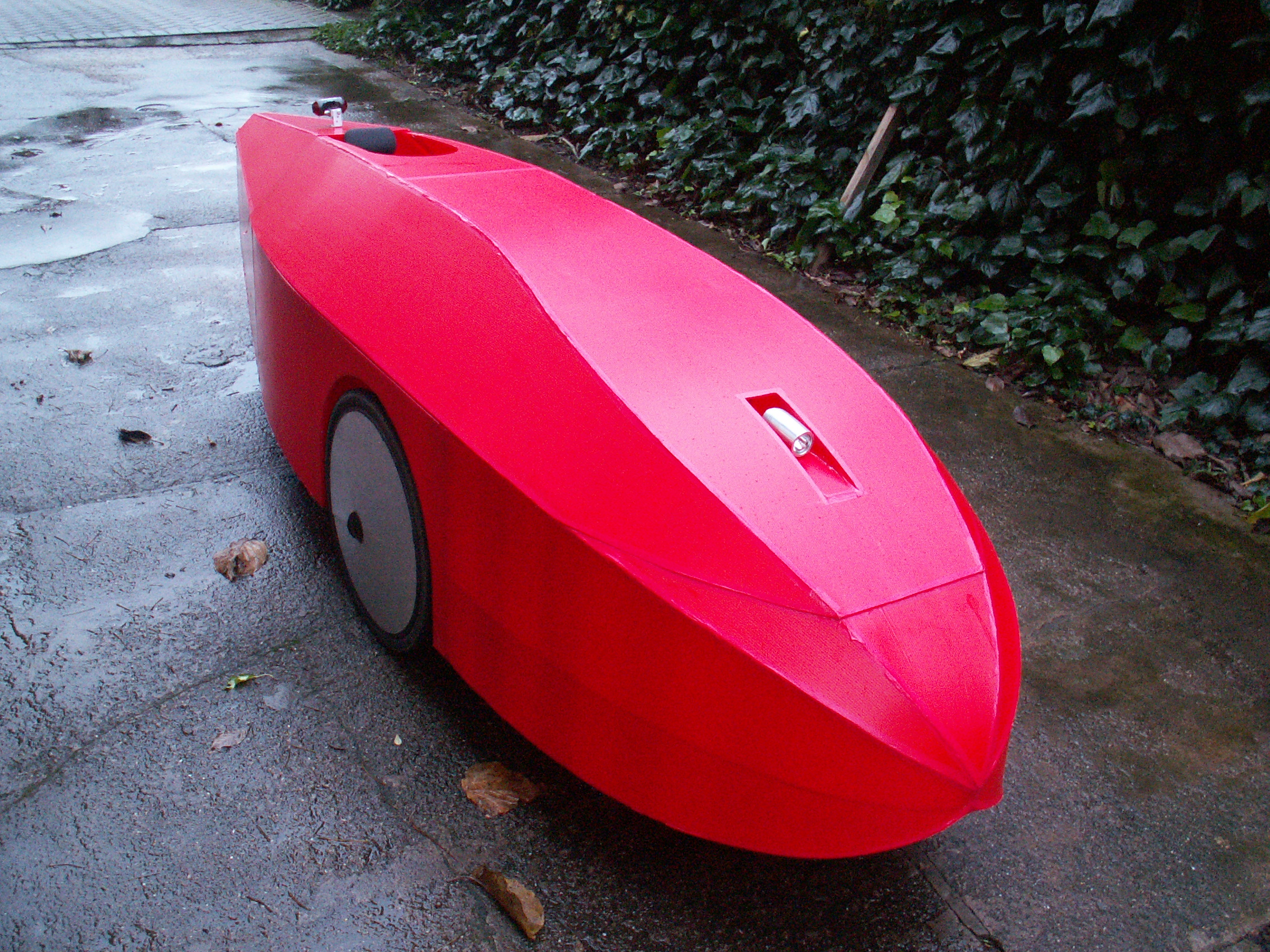
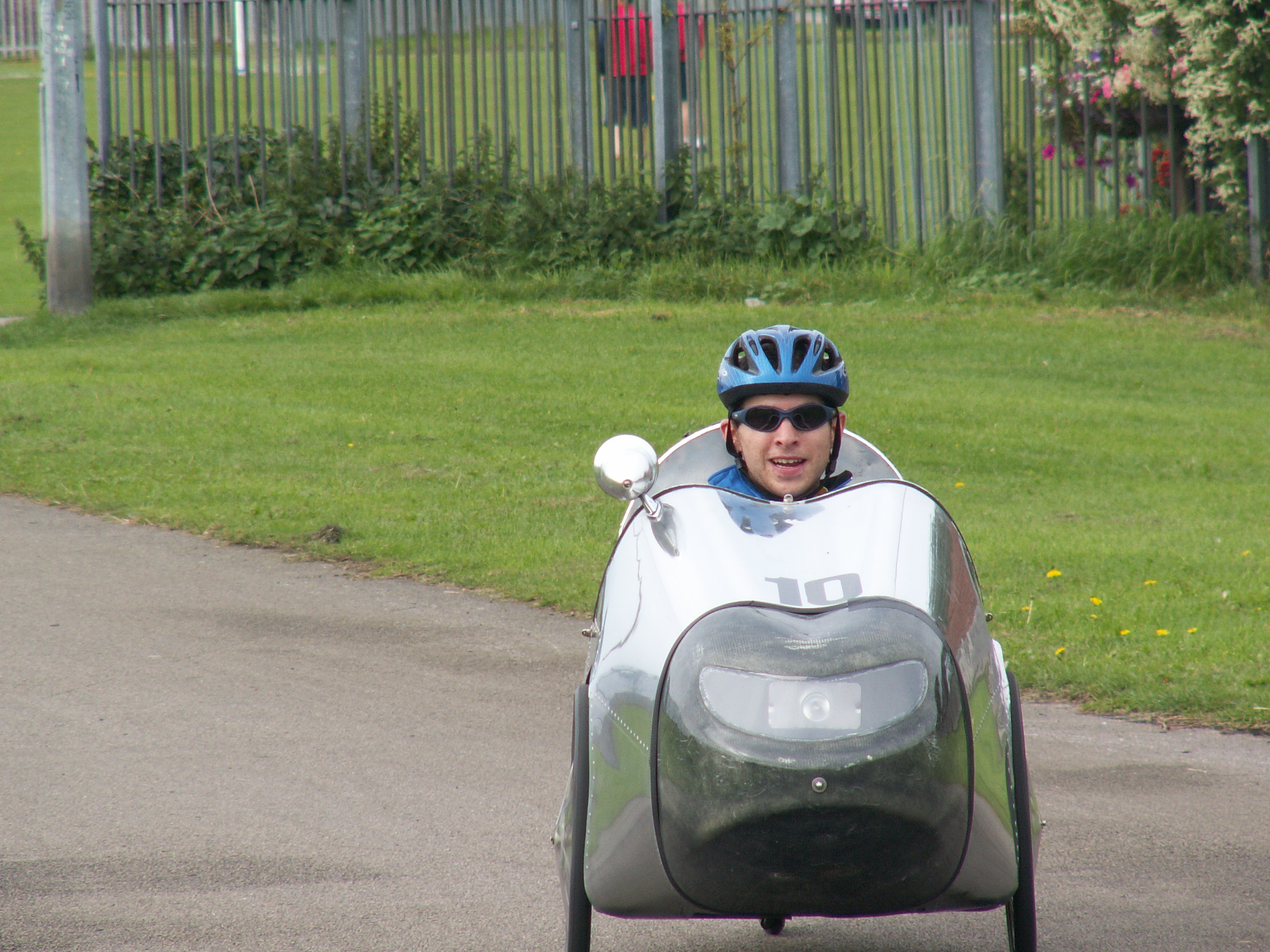